# Lijst van nummer 1-hits in de Kink 40 in 2006
Deze hits stonden in 2006 op nummer 1 in de Kink 40 (of tot september: de Outlaw 41):
| Datum        | Artiest                       | Titel                       |
| ------------ | ----------------------------- | --------------------------- |
| 6 januari    | Editors                       | Bullets                     |
| 13 januari   | Minus The Bear                | Pachuca Sunrise             |
| 20 januari   | dEUS                          | Nothing Really Ends         |
| 27 januari   | dEUS                          | Nothing Really Ends         |
| 3 februari   | Arctic Monkeys                | When The Sun Goes Down      |
| 10 februari  | Arctic Monkeys                | When The Sun Goes Down      |
| 17 februari  | Solo                          | Come Back To Me             |
| 24 februari  | Solo                          | Come Back To me             |
| 3 maart      | Solo                          | Come Back To Me             |
| 10 maart     | QF feat. DJ Chuckie           | Vieze Vrouwe (Slette Houwe) |
| 17 maart     | QF feat. DJ Chuckie           | Vieze Vrouwe (Slette Houwe) |
| 24 maart     | Clap Your Hands Say Yeah      | In This Home On Ice         |
| 31 maart     | Placebo                       | Song To Say Goodbye         |
| 7 april      | Skin                          | Just Let The Sun            |
| 14 april     | Skin                          | Just Let The Sun            |
| 21 april     | Snow Patrol                   | You're All I Have           |
| 28 april     | Calexico                      | Bisbee Blue                 |
| 5 mei        | The Raconteurs                | Steady, As She Goes         |
| 12 mei       | The Raconteurs                | Steady, As She Goes         |
| 19 mei       | The Raconteurs                | Steady, As She Goes         |
| 26 mei       | The Raconteurs                | Steady, As She Goes         |
| 2 juni       | The Raconteurs                | Steady, As She Goes         |
| 9 juni       | Johan                         | Oceans                      |
| 16 juni      | Matisyahu                     | King Without A Crown        |
| 23 juni      | Skin                          | Purple                      |
| 30 juni      | Panic! At The Disco           | I Write Sins Not Tragedies  |
| 7 juli       | Mew                           | The Zookeeper's Boy         |
| 14 juli      | Mew                           | The Zookeeper's Boy         |
| 21 juli      | Muse                          | Supermassive Black Hole     |
| 28 juli      | Wolfmother                    | Woman                       |
| 4 augustus   | Wolfmother                    | Woman                       |
| 11 augustus  | Mint                          | The Magnetism of Pure Gold  |
| 18 augustus  | Mint                          | The Magnetism of Pure Gold  |
| 25 augustus  | The Pipettes                  | Pull Shapes                 |
| 1 september  | The Pipettes                  | Pull Shapes                 |
| 8 september  | Stone Sour                    | Through Glass               |
| 15 september | Stone Sour                    | Trough Glass                |
| 22 september | The Killers                   | When You Were Young         |
| 29 september | Thom Yorke                    | Harrowdown Hill             |
| 6 oktober    | The Rifles                    | She's Got Standards         |
| 13 oktober   | The Rifles                    | She's Got Standards         |
| 20 oktober   | The Killers                   | When You Were Young         |
| 27 oktober   | The Kooks                     | She Moves In Her Own Way    |
| 3 november   | The Kooks                     | She Moves In Her Own Way    |
| 10 november  | The Kooks                     | She Moves In Her Own Way    |
| 17 november  | U2 and Green Day              | The Saints Are Coming       |
| 24 november  | U2 and Green Day              | The Saints Are Coming       |
| 1 december   | Incubus                       | Anna-Molly                  |
| 8 december   | Incubus                       | Anna-Molly                  |
| 15 december  | Johan                         | She's Got a Way With Men    |
| 22 december  | Johan                         | She's Got a Way With Men    |
| 29 december  | The Good, the Bad & the Queen | Herculean                   |

- Nederland (Top 40)
- Nederland (Single Top 100)
- Nederland (3FM Mega Top 50)
- Nederland (Kink 40)
- Nederland (DVD Top 30)
- Vlaanderen (Radio 2 Top 30)
- Vlaanderen (Ultratop 50)
- Vlaanderen (Top 30 van Ultratop)
- Vlaanderen (De Afrekening)
- Wallonië
- Australië
- Denemarken
- Duitsland
- Frankrijk
- Ierland
- Italië
- Nieuw-Zeeland
- Noorwegen
- Oostenrijk
- Verenigd Koninkrijk
- Verenigde Staten (Hot 100)
- Zweden
- Zwitserland